# 別延奇梅河
別延奇梅河（俄语：Беенчиме）是俄羅斯的河流，由薩哈共和國負責管轄，屬於奧列尼奧克河的左支流，河道全長311公里，流域面積約4,080平方公里，發源自中西伯利亞高原北部，河水主要來自融雪和雨水。